# Leoncio Toro Muñoz
Leoncio Toro Muñoz (Curicó, 10 de mayo de 1889-Santiago, 30 de noviembre de 1959) fue un abogado y político chileno, miembro del Partido Conservador.

## Familia y estudios
Nació en Curicó, el 10 de mayo de 1889; hijo de Víctor Toro Concha y Mercedes Muñoz Donoso.
Realizó sus estudios primarios y secundarios en el Colegio San Ignacio. Luego, cursó los superiores en la Escuela de Derecho de la Universidad de Chile, jurando como abogado el 6 de diciembre de 1912, con la su tesis titulada: El derecho internacional privado: condición del extranjero. Conflicto de legislaciones civiles.
Se casó con María Hevia Salinas, con quien tuvo once hijos: Isabel, María, Ana, Patricio, Hernán, Esteban, Leoncio, Daniel, Víctor Manuel, Inés y José Luis. Este último, también de militancia conservadora, fue regidor de Curicó entre 1947-1950, subsecretario de Agricultura 1977-1979; y ministro de Agricultura 1980-1982; durante la dictadura militar del general Augusto Pinochet.

## Carrera profesional
Se dedicó a ejercer su profesión hasta 1916. También fue agricultor en Curicó; explotó el fundo "Los Manzanos", dedicado a la producción de viñas. Fue gerente general de la firma Vinos de Chile, Vinex hasta 1954. En 1955 formó la sociedad Leoncio Toro y Compañía, dedicada a comisiones en general.
Entre otras actividades, fue consejero de la Caja de Colonización, del Consejo Coordinador de la Ley de Alcoholes, del Comité Central de Cooperativas, y de la Sociedad Nacional de Agricultura (SNA).

## Carrera política
Militó en el Partido Conservador, siendo su presidente en Curicó y miembro de la Junta Ejecutiva del mismo. Fue regidor y alcalde de la Municipalidad de Tutuquén.
En las elecciones parlamentarias de 1930, fue elegido como diputado por la 11.ª Circunscripción Departamental (correspondiente a los departamentos de Curicó, Santa Cruz y Vichuquén, por el período 1930-1934. Durante su gestión integró la Comisión Permanente de Gobierno Interior y fue diputado reemplazante en la Comisión Permanente de Agricultura y Colonización y en la de Trabajo y Previsión Social. Sin embargo, no logró finalizar su periodo parlamentario, debido a un golpe de Estado que estalló el 4 de junio de 1932, el cual decretó el día 6 de ese mismo mes, la disolución del Congreso Nacional.
En las elecciones parlamentarias de 1932, volvió a ser elegido como diputado, por la reformada 11.ª Agrupación Departamental (ahora compuesta por los departamentos de Curicó y Mataquito), por período 1933- 1937; integró la Comisión Permanente de Agricultura y Colonización y la Comisión Permanente de Industrias.
En las elecciones parlamentarias de 1937, obtuvo la reelección como diputado, por la misma Agrupación, por el periodo 1937-1941; ocupó el cargo de primer vicepresidente de la cámara baja, desde el 24 de mayo de 1937 hasta el 27 de mayo de 1941. En esa ocasión, integró la Comisión Permanente de Asistencia Médico-Social e Higiene y fue diputado reemplazante en la Comisión Permanente de Agricultura y Colonización y en la de Trabajo y Legislación Social. De la misma manera, fue de la Sociedad Nacional de Agricultura (SNA), en la Comisión que estudió la Sindicalización Campesina, el Salario Mínimo Agrícola y la Asignación Familiar para el Campesino. A nivel partidista, fue miembro del Comité Parlamentario Conservador.
Posteriormente y tras dejar el Congreso, en las elecciones municipales de abril de 1956, presidió el Tribunal Calificador de Elecciones (Tricel). Paralelamente, fue socio del Club de La Unión y del Club de Curicó.
Falleció en Santiago, el 30 de noviembre de 1959.